# Port lotniczy Ralph M. Calhoun Memorial
Port lotniczy Ralph M. Calhoun Memorial, Ralph M. Calhoun Memorial Airport, Port lotniczy Tanana (kod IATA: TAL, kod ICAO: PATA) – publiczny amerykański port lotniczy obsługujący miasto Tanana w stanie Alaska, w obszarze Yukon-Koyukuk, leży około 2 km na zachód od centrum.
W 2005 wykonano 3100 operacji lotniczych (8 dziennie).
Z lotniska w 2008 w lotach rozkładowych skorzystało 3549 pasażerów, co było spadkiem o 4,5% w porównaniu z rokiem poprzednim, kiedy odprawiono 3719, w 2006 były to 3592 osoby.
Port lotniczy posiada żwirowy pas startowy o wymiarach 1341 × 46 m.

## Linie lotnicze i połączenia
- Wright Air Service (Fairbanks, Huslia, Hughes)[4]